# Larche (Alpes de Alta Provenza)
Larche (en occitano Larcha) era una comuna francesa situada en el departamento de Alpes de Alta Provenza, de la región de Provenza-Alpes-Costa Azul, que el 1 de enero de 2016 pasó a ser una comuna delegada de la comuna nueva de Val-d'Oronaye al fusionarse con la comuna de Meyronnes.

## Demografía
| Gráfica de evolución demográfica de Larche entre 1800 y 2014 |
|                                                              |

Los datos demográficos contemplados en este gráfico de la comuna de Larche se han cogido de 1800 a 1999 de la página francesa EHESS/Cassini, y los demás datos de la página del INSEE.